# Bussjö
Bussjö är en by i Bromma socken i Ystads kommun strax norr om Ystad.
Området kring byn är omväxlande och småkuperat. Den 0,6 hektar stora sjön är en så kallad dödisgrop som till stor del är fylld med sediment från postglacial tid.